# Escuela Preparatoria El Paso
La Escuela Preparatoria El Paso (El Paso High School) es una escuela preparatoria (high school) en El Paso, Texas. Como parte del Distrito Escolar Independiente de El Paso (EPISD por sus siglas en inglés), se abrió en el 18 de septiembre de 1916. Henry Trost y Gustavus Trost diseñaron el edificio.
En 1980 fue listado en el Registro Nacional de Lugares Históricos (NRHP), y en 1982 recibió una placa histórica de la Comisión Histórica de Texas (THC).

## Exalumnos notables
- F. Murray Abraham[2]
- William Hawkins[2]
- Dick Savitt[2]